# العمة مامي (فلم)
العمة مامي (بالإنجليزية: Auntie Mame) هو فيلم كوميدي تم إنتاجه في الولايات المتحدة وصدر في سنة 1958.

## الميزانية والإيرادات
حقق أرباحا تقدر بـ 9 ملايين دولار (est. / Canada rentals).

### ترشيحات وجوائز
| السنة | الحدث  | الفئة     | النتيجة |
| ----- | ------ | --------- | ------- |
|       | أوسكار | أفضل فيلم | ترشـيـح |

## وصلات خارجية
- مقالات تستعمل روابط فنية بلا صلة مع ويكي بيانات